# NGC 6947
NGC 6947 је спирална галаксија у сазвежђу Микроскоп која се налази на NGC листи објеката дубоког неба.
Деклинација објекта је - 32° 29' 11" а ректасцензија 20h 41m 15,0s. Привидна величина (магнитуда) објекта NGC 6947 износи 13,5 а фотографска магнитуда 14,3. Налази се на удаљености од 67,287 милиона парсека од Сунца. NGC 6947 је још познат и под ознакама ESO 401-3, MCG -5-48-28, AM 2038-323, PGC 65193.